# Orlândia
Orlândia este un oraș în São Paulo (SP), Brazilia.